# Maria Nikolajevna af Rusland (1899-1918)
Maria Nikolajevna af Rusland (russisk: Мария Николаевна Романова; tr. Marija Nikolajevna Romanova) (26. juni (julianske kalender: 14. juni) 1897 – 17. juli 1918) var en russisk storfyrstinde, der var den tredje datter af Nikolaj 2. af Rusland og Alexandra Fjodorovna af Rusland. Maria og hendes familie blev henrettet i 1918 i forbindelse med Den Russiske Revolution.